# Gregory Homeming
Gregory Paul Homeming OCD (ur. 30 maja 1958 w Sydney) – australijski biskup rzymskokatolicki, biskup diecezjalny Lismore od 2017.

## Życiorys
Święcenia kapłańskie otrzymał 20 lipca 1991 w zakonie karmelitów bosych. Pracował głównie w australijskich parafiach zakonnych. Przez kilka kadencji pełnił też urząd wikariusza regionalnego karmelitów bosych.
20 grudnia 2016 został mianowany przez papieża Franciszka biskupem diecezjalnym diecezji Lismore. 22 lutego 2017 przyjął sakrę biskupią z rąk metropolity Sydney, Anthony'ego Fishera.